# ウィルウッド
ウィルウッド・エンジニアリング（Wilwood Engineering, Inc）はアメリカカリフォルニア州カマリロに本社を置く自動車用部品メーカー。

## 概要
1977年にビル・ウッド（Bill Wood）がカリフォルニア州にて創業。
主な製造品としてアフターマーケット向けのディスクブレーキやクラッチがある。最初の製品はショートトラックを走るストックカー向けのブレーキシステムであったという。創業当初は南カリフォルニアにある航空関連部品の製造会社に製造を委託していたが、1980年代には現在の拠点で生産を開始している。1993年よりオートバイ、スノーモービルなどの自動車以外の車両のほか、工業製品用途や、ハンヴィーなどの軍事車両のブレーキシステムの製造も行なっている。
ウィルウッド製品は主に北米市場を中心として販売されており、NASCARなどのアメリカのストックカーレースにおいて標準装備となっているほか、インディカー、カートなどにおいても広く採用されている。また、比較的廉価な製品群がラインナップしていることから、ドラッグレースを中心としたサンデーレーサーにも使用されている。